# Saison 2020-2021 des Blue Jackets de Columbus
Autres saisons
Saison précédente Saison suivante
La saison 2020-2021 des Blue Jackets de Columbus est la 21e saison de hockey sur glace jouée par la franchise dans la Ligue nationale de hockey. Cette saison est particulière, à cause de la pandémie de la Covid-19, débute en janvier et se dispute sur un calendrier condensé de 56 matchs.

## Avant-saison

### Contexte
Après avoir créé la surprise la saison passée en parvenant à se qualifier pour les Séries éliminatoires malgré la perte de deux de leurs principaux joueurs (Artemi Panarine et Sergueï Bobrovski), les Blue Jackets vont tenter de réitérer cet exploit. Leur sulfureux entraîneur John Tortorella est en conflit avec leur nouveau premier centre, Pierre-Luc Dubois qui demande à être échangé et ne signe un contrat que peu de temps avant le début de la saison.

### Mouvements d’effectifs

#### Transactions
| Date            | Acquisition des Blue Jackets                                                                        | Partenaire d'échange      | Acquisition du partenaire                                            |
| --------------- | --------------------------------------------------------------------------------------------------- | ------------------------- | -------------------------------------------------------------------- |
| 6 octobre 2020  | Maxwell Domi et un choix de troisième tour au repêchage de 2020                                     | Canadiens de Montréal     | Josh Anderson                                                        |
| 8 octobre 2020  | Cliff Pu                                                                                            | Panthers de la Floride    | Markus Nutivaara                                                     |
| 8 octobre 2020  | un choix de cinquième tour au repêchage de 2021                                                     | Devils du New Jersey      | Ryan Murray                                                          |
| 23 janvier 2021 | Patrik Laine et Jack Roslovic                                                                       | Jets de Winnipeg          | Pierre-Luc Dubois et un choix de troisième tour au repêchage de 2022 |
| 13 février 2021 | Grégory Hofmann                                                                                     | Hurricanes de la Caroline | un choix de septième tour au repêchage de 2022                       |
| 12 mars 2021    | Mikko Lehtonen                                                                                      | Maple Leafs de Toronto    | Veini Vehviläinen                                                    |
| 9 avril 2021    | un choix conditionnel de sixième tour au repêchage de 2022 ou de septième tour au repêchage de 2023 | Maple Leafs de Toronto    | Riley Nash                                                           |
| 10 avril 2021   | Brian Lashoff                                                                                       | Red Wings de Détroit      | David Savard                                                         |
| 10 avril 2021   | un choix de premier tour au repêchage de 2021 et un choix de troisième tour au repêchage de 2022    | Lightning de Tampa Bay    | Brian Lashoff                                                        |
| 11 avril 2021   | Stefan Noesen                                                                                       | Sharks de San José        | Nicholas Foligno                                                     |
| 11 avril 2021   | un choix de premier tour au repêchage de 2021 et un choix de quatrième tour au repêchage de 2022    | Maple Leafs de Toronto    | Stefan Noesen                                                        |

#### Signatures d'agent libre
| Joueur            | Date            | Ancienne franchise         | Durée du contrat |
| ----------------- | --------------- | -------------------------- | ---------------- |
| Gavin Bayreuther  | 9 octobre 2020  | Stars de Dallas            | 1 an             |
| Mikko Koivu       | 10 octobre 2020 | Wild du Minnesota          | 1 an             |
| Cam Johnson       | 9 janvier 2021  | Everblades de la Floride   | 1 an             |
| Michael Del Zotto | 10 janvier 2021 | Ducks d'Anaheim            | 1 an             |
| Josh Dunne        | 14 mars 2021    | Golden Knights de Clarkson | 2 ans            |
| Tyler Angle       | 29 mars 2021    | Monsters de Cleveland      | 3 ans            |
| Carson Meyer      | 17 avril 2021   | Monsters de Cleveland      | 1 an             |
| Iegor Tchinakhov  | 2 mai 2021      | Avangard Omsk              | 3 ans            |
| Justin Danforth   | 3 mai 2021      | HK Vitiaz                  | 1 an             |
| Samuel Kňažko     | 9 juin 2021     | TPS                        | 3 ans            |
| Grégory Hofmann   | 14 juin 2021    | Eissportverein Zoug        | 1 an             |

#### Départs d'agent libre
| Joueur              | Date             | Franchise suivante              |
| ------------------- | ---------------- | ------------------------------- |
| Justin Scott        | 12 octobre 2020  | Monsters de Cleveland           |
| Dillon Simpson      | 12 octobre 2020  | Monsters de Cleveland           |
| Doyle Somerby       | 11 décembre 2020 | Stingrays de la Caroline du Sud |
| Devin Shore         | 13 janvier 2021  | Oilers d'Edmonton               |
| Michael Prapavessis | 26 janvier 2021  | Solar Bears d'Orlando           |
| Mikhaïl Grigorenko  | 3 juillet 2021   | HK CSKA Moscou                  |

#### Prolongations de contrat
| Joueur             | Date             | Durée du contrat |
| ------------------ | ---------------- | ---------------- |
| Kole Sherwood      | 3 octobre 2020   | 1 an             |
| Maxwell Domi       | 8 octobre 2020   | 2 ans            |
| Matīss Kivlenieks  | 8 octobre 2020   | 2 ans            |
| Gabriel Carlsson   | 16 octobre 2020  | 2 ans            |
| Calvin Thürkauf    | 27 octobre 2020  | 1 an             |
| Kevin Stenlund     | 28 octobre 2020  | 1 an             |
| Ryan Macinnis      | 29 octobre 2020  | 1 an             |
| Vladislav Gavrikov | 5 novembre 2020  | 3 ans            |
| Pierre-Luc Dubois  | 31 décembre 2020 | 2 ans            |
| Oliver Bjorkstrand | 6 janvier 2021   | 5 ans            |
| Kevin Stenlund     | 17 juin 2021     | 1 an             |
| Cam Johnson        | 16 juillet 2021  | 1 an             |

#### Résiliations de contrat
| Joueur             | Date           |
| ------------------ | -------------- |
| Alexander Wennberg | 9 octobre 2020 |

#### Retrait de la compétition
| Joueur      | Date           |
| ----------- | -------------- |
| Mikko Koivu | 9 février 2021 |

### Joueurs repêchés
Les Blue Jackets possèdent le 21e choix lors du repêchage de 2020 se déroulant virtuellement. Ils sélectionnent au premier tour Iegor Tchinakhov, Ailier droit de l’Avangard Omsk de la  Ligue continentale de hockey. La liste des joueurs repêchés en 2020 par les est la suivante :
| Tour | Choix | Nom                      | Poste         | Nationalité | Équipe précédente               |
| ---- | ----- | ------------------------ | ------------- | ----------- | ------------------------------- |
| 1    | 21    | Iegor Tchinakhov         | Ailier droit  | Russie      | Avangard Omsk (KHL)             |
| 3    | 78    | Samuel Kňažko            | Défenseur     | Slovaquie   | TPS U20 (Liiga U20)             |
| 4    | 114   | Mikael Pyyhtia           | Ailier gauche | Russie      | TPS U20 (Liiga U20)             |
| 5    | 145   | Ole Julian Bjorgvik-Holm | Défenseur     | Norvège     | Steelheads de Mississauga (LHO) |
| 6    | 176   | Samuel Johannesson       | Défenseur     | Suède       | Rögle BK (SHL)                  |

Les Blue Jackets ont également cédé trois de leurs choix d'origine :
- le 52e, un choix de deuxième tour aux Sénateurs d'Ottawa le 23 février 2019 en compagnie d'Anthony Duclair et d'un choix de deuxième tour en 2021, en retour de Ryan Dzingel et un choix de septième tour en 2019[42].
- le 83e, un choix de troisième tour aux Sénateurs d'Ottawa le 26 février 2018 en compagnie de Nick Moutrey, en retour de Ian Cole[43].
- le 207e, un choix de septième tour acquis par les Ducks d'Anaheim lors d'un échange le 7 octobre 2020 en retour d'un choix de septième tour en 2022 ou en 2023 [44].

## Composition de l'équipe
L'équipe 2020-2021 des Blue Jackets est entraînée au départ par John Tortorella, assisté de Brad Larsen, Manny Legace, Kenny McCudden, Bradley Shaw et Dan Singleton ; le directeur général de la franchise est Jarmo Kekäläinen.
Les joueurs utilisés depuis le début de la saison sont inscrits dans le tableau ci-dessous. Les buts des séances de tir de fusillade ne sont pas comptés dans ces statistiques. Certains des joueurs ont également joué des matchs avec l'équipe associée aux Blue Jackets : les Monsters de Cleveland, franchise de la Ligue américaine de hockey.
En raison de la pandémie, la ligue met en place un encadrement élargis appelé Taxi-squad. Il s'agit de joueurs se tenant à disposition avec l'équipe prêt à remplacer un joueur qui serait tester positif à la COVID-19. Cinq parmi eux n'ont disputé aucune rencontre avec les Blue Jackets, il s'agit d’Adam Clendening, de Scott Harrington, de Cameron Johnson, de Cliff Pu et de Daniil Tarassov.
| No | Nationalité | Joueur            | PJ | V | D  | DP | Min   | BC | BL | Moy  | %Arr  | A | Pun | Commentaire |
| -- | ----------- | ----------------- | -- | - | -- | -- | ----- | -- | -- | ---- | ----- | - | --- | ----------- |
| 35 | Finlande    | Veini Vehviläinen | 1  |   |    |    | 11    | 1  | 0  | 5,63 | 75,00 | 0 | 0   |             |
| 70 | Finlande    | Joonas Korpisalo  | 33 | 9 | 13 | 7  | 1 747 | 96 | 0  | 3,30 | 89,40 | 1 | 2   |             |
| 80 | Lettonie    | Matīss Kivlenieks | 2  | 1 | 1  | 0  | 123   | 7  | 0  | 3,40 | 90,10 | 0 | 0   |             |
| 90 | Lettonie    | Elvis Merzļikins  | 28 | 8 | 12 | 5  | 1 497 | 69 | 2  | 2,77 | 91,60 | 1 | 0   |             |

| No | Nationalité | Joueur             | PJ | B | A  | Pts | Pun | Commentaire                                          |
| -- | ----------- | ------------------ | -- | - | -- | --- | --- | ---------------------------------------------------- |
| 2  | États-Unis  | Andrew Peeke       | 11 | 0 | 3  | 3   | 4   |                                                      |
| 3  | États-Unis  | Seth Jones         | 56 | 5 | 23 | 28  | 26  | assistant capitaine                                  |
| 4  | Canada      | Scott Harrington   | 12 | 1 | 2  | 3   | 6   |                                                      |
| 7  | États-Unis  | Gavin Bayreuther   | 9  | 1 | 0  | 1   | 7   |                                                      |
| 8  | États-Unis  | Zach Werenski      | 35 | 7 | 13 | 20  | 13  |                                                      |
| 15 | Canada      | Michael Del Zotto  | 53 | 4 | 9  | 13  | 8   |                                                      |
| 43 | Finlande    | Mikko Lehtonen     | 17 | 0 | 3  | 3   | 4   | A commencé la saison avec les Maple Leafs de Toronto |
| 44 | Russie      | Vladislav Gavrikov | 55 | 2 | 10 | 12  | 14  |                                                      |
| 46 | Suisse      | Dean Kukan         | 35 | 1 | 4  | 5   | 10  |                                                      |
| 53 | Suède       | Gabriel Carlsson   | 14 | 1 | 3  | 4   | 4   |                                                      |
| 58 | Canada      | David Savard       | 40 | 1 | 5  | 6   | 24  | A fini la saison avec le Lightning de Tampa Bay      |

| No | Nationalité | Joueur             | Poste | PJ | B  | A  | Pts | Pun | Commentaire                                                              |
| -- | ----------- | ------------------ | ----- | -- | -- | -- | --- | --- | ------------------------------------------------------------------------ |
| 9  | Finlande    | Mikko Koivu        | C     | 7  | 1  | 1  | 2   | 2   |                                                                          |
| 11 | Suède       | Kevin Stenlund     | C     | 32 | 5  | 5  | 10  | 8   |                                                                          |
| 13 | États-Unis  | Cameron Atkinson   | AD    | 56 | 15 | 19 | 34  | 4   | assistant capitaine                                                      |
| 16 | Canada      | Max Domi           | C     | 54 | 9  | 15 | 24  | 75  |                                                                          |
| 18 | Canada      | Pierre-Luc Dubois  | AG    | 5  | 1  | 0  | 1   | 2   | A fini la saison avec les Jets de Winnipeg                               |
| 19 | Canada      | Liam Foudy         | C     | 24 | 0  | 4  | 4   | 6   |                                                                          |
| 20 | Canada      | Riley Nash         | C     | 37 | 2  | 5  | 7   | 4   | A fini la saison avec les Maple Leafs de Toronto                         |
| 21 | États-Unis  | Joshua Dunne       | C     | 6  | 0  | 0  | 0   | 4   |                                                                          |
| 23 | États-Unis  | Stefan Matteau     | AG    | 18 | 1  | 0  | 1   | 9   |                                                                          |
| 24 | États-Unis  | Nathan Gerbe       | C     | 9  | 1  | 2  | 3   | 2   |                                                                          |
| 25 | Russie      | Mikhaïl Grigorenko | C     | 32 | 4  | 8  | 12  | 6   |                                                                          |
| 26 | Canada      | Zac Dalpe          | C     | 12 | 2  | 1  | 3   | 0   |                                                                          |
| 28 | Danemark    | Oliver Bjorkstrand | AD    | 56 | 18 | 26 | 44  | 23  |                                                                          |
| 29 | Finlande    | Patrik Laine       | AG    | 45 | 10 | 11 | 21  | 21  | A commencé la saison avec les Jets de Winnipeg                           |
| 38 | Canada      | Boone Jenner       | C     | 41 | 8  | 9  | 17  | 6   | assistant capitaine                                                      |
| 42 | France      | Alexandre Texier   | C     | 49 | 4  | 11 | 15  | 22  |                                                                          |
| 49 | États-Unis  | Ryan MacInnis      | C     | 16 | 0  | 0  | 0   | 0   |                                                                          |
| 50 | États-Unis  | Eric Robinson      | AG    | 56 | 8  | 10 | 18  | 4   |                                                                          |
| 52 | Suède       | Emil Bemström      | C     | 20 | 3  | 2  | 5   | 0   |                                                                          |
| 71 | États-Unis  | Nicholas Foligno   | AG    | 42 | 7  | 9  | 16  | 28  | capitaine de l'équipe · A fini la saison avec les Maple Leafs de Toronto |
| 88 | États-Unis  | Kole Sherwood      | AD    | 6  | 0  | 1  | 1   | 7   |                                                                          |
| 96 | États-Unis  | Jack Roslovic      | C     | 48 | 12 | 22 | 34  | 14  | -                                                                        |

## Saison régulière

### Match après match
Cette section présente les résultats de la saison régulière qui s'est déroulée du 13 janvier au 12 mai. Le calendrier de cette dernière est annoncé par la ligue le 23 décembre 2020.
Nota : les résultats sont indiqués dans la boîte déroulante ci-dessous afin de ne pas surcharger l'affichage de la page. La colonne « Fiche » indique à chaque match le parcours de l'équipe au niveau des victoires, défaites et défaites en prolongation ou lors de la séance de tir de fusillade (dans l'ordre). La colonne « Pts » indique les points récoltés par l'équipe au cours de la saison. Une victoire rapporte deux points et une défaite en prolongation, un seul.
| No | Date       | Adversaire | Lieu      | Score    | Buteur(s) des Hurricanes | Fiche    | Pts | Gardien de but | Patinoire                | Résumé     |
| -- | ---------- | ---------- | --------- | -------- | --- | -------- | --- | -------------- | ------------------------ | ---------- |
| 1  | 14 janvier | Predators  | Nashville | 1-3      | Jenner | 0-1-0    | 0   | Korpisalo      | Bridgestone Arena        | [ fdm 1 ]  |
| 2  | 16 janvier | Predators  | Nashville | 2-5      | Foligno (Del Zotto - Texier) Texier (Foudy - Del Zotto) | 0-2-0    | 0   | Merzlikins     | Bridgestone Arena        | [ fdm 2 ]  |
| 3  | 18 janvier | Red Wings  | Détroit   | 3-2      | Bjorkstrand (Jenner - Del Zotto) Texier (Bjorkstrand) Dubois (Grigorenko - Korpisalo)                                                                                | 1-2-0    | 2   | Korpisalo      | Little Caesars Arena     | [ fdm 3 ]  |
| 4  | 19 janvier | Red wings  | Détroit   | 2-3 (P)  | Jenner (Domi - Savard) Texier (Kukan - Bjorkstrand) | 1-2-1    | 3   | Merzlikins     | Little Caesars Arena     | [ fdm 4 ]  |
| 5  | 21 janvier | Lightning  | Columbus  | 3-2 (P)  | Bjorkstrand (Domi) Foligno (Bjorkstrand - Atkinson) | 1-2-2    | 4   | Korpisalo      | Nationwide Arena         | [ fdm 5 ]  |
| 6  | 23 janvier | Lightning  | Columbus  | 2-5      | Foligno (Atkinson - Del Zotto) Grigorenko (Stenlund - Gerbe) Gavrikov (Foudy - Robinson) Werenski (Texier - Jenner) Robinson (Nash - Jones)                          | 2-2-2    | 6   | Merzlikins     | Nationwide Arena         | [ fdm 6 ]  |
| 7  | 26 janvier | Panthers   | Columbus  | 4-3 (TF) | Stenlund (Koivu - Kukan) · Texier (Bjorkstrand - Jenner) · Atkinson (Foligno - Savard) · TF : Koivu - Atkinson - Bjorkstrand - Domi - Grigorenko                     | 2-2-3    | 7   | Korpisalo      | Nationwide Arena         | [ fdm 7 ]  |
| 8  | 28 janvier | Panthers   | Columbus  | 2-3 (TF) | Koivu (Robinson - Kukan) · Domi (Werenski) · TF : Atkinson - Bjorkstrand - Domi - Texier                                                                             | 3-2-3    | 9   | Merzlikins     | Nationwide Arena         | [ fdm 8 ]  |
| 9  | 29 janvier | Blackhawks | Chicago   | 2-1      | Bjorkstrand (Atkinson - Werenski) Robinson (Bjorkstrand) | 4-2-3    | 11  | Korpisalo      | United Center            | [ fdm 9 ]  |
| 10 | 31 janvier | Blackhawks | Chicago   | 1-3      | Jenner (Roslovic - Foudy) | 4-3-3    | 11  | Merzlikins     | United Center            | [ fdm 10 ] |
| 11 | 2 février  | Stars      | Columbus  | 6-3      | Jones (Roslovic - Foligno) Grigorenko (Robinson) Kukan (Grigorenko - Gavrikov)                                                                                       | 4-4-3    | 11  | Korpisalo      | Nationwide Arena         | [ fdm 11 ] |
| 12 | 4 février  | Stars      | Columbus  | 3-4      | Bjorkstrand (Grigorenko - Jones) Roslovic (Robinson - Werenski) Laine (Domi - Texier) Atkinson (Bjorkstrand - Roslovic)                                              | 5-4-3    | 13  | Korpisalo      | Nationwide Arena         | [ fdm 12 ] |
| 13 | 7 février  | Hurricanes | Columbus  | 6-5      | Laine (Jones - Roslovic) Nash (Foligno - Savard) Foligno (Gavrikov - Savard) Domi (Harrington - Bjorkstrand) Laine (Jones - Roslovic)                                | 5-5-3    | 13  | Korpisalo      | Nationwide Arena         | [ fdm 13 ] |
| 14 | 8 février  | Hurricanes | Columbus  | 2-3      | Harrington (Stenlund - Texier) Atkinson (Werenski - Jones) Roslovic (Gavrikov - Jones)                                                                               | 6-5-3    | 15  | Korpisalo      | Nationwide Arena         | [ fdm 14 ] |
| 15 | 11 février | Blackhawks | Chicago   | 6-5      | Atkinson (Foligno) Roslovic (Domi - Jones) Jenner (Atkinson - Stenlund) Roslovic (Atkinson - Laine) Del Zotto (Atkinson - Peeke) Stenlund (Bjorkstrand - Del Zotto)  | 7-5-3    | 17  | Korpisalo      | United Center            | [ fdm 15 ] |
| 16 | 13 février | Blackhawks | Chicago   | 2-3 (P)  | Laine (Atkinson) Atkinson (Werenski - Jones) | 7-5-4    | 18  | Korpisalo      | United Center            | [ fdm 16 ] |
| 17 | 15 février | Hurricanes | Raleigh   | 3-7      | Atkinson (Laine - Roslovic) Jenner (Foligno - Gavrikov) Stenlund (Jenner - Bjorkstrand)                                                                              | 7-6-4    | 18  | Korpisalo      | PNC Arena                | [ fdm 17 ] |
| 18 | 18 février | Predators  | Columbus  | 0-3      | Atkinson (Laine - Gavrikov) Domi (Jones - Nash) Robinson (Grigorenko - Peeke)                                                                                        | 8-6-4    | 20  | Merzlikins     | Nationwide Arena         | [ fdm 18 ] |
| 19 | 20 février | Predators  | Columbus  | 4-2      | Jenner (Harrington - Foligno) Carlsson (Bjorkstrand - Grigorenko) | 8-7-4    | 20  | Merzlikins     | Nationwide Arena         | [ fdm 19 ] |
| 20 | 23 février | Blackhawks | Columbus  | 6-5 (TF) | Atkinson (Jenner) · Laine (Jones - Roslovic) · Laine (Atkinson - Jones) · Bjorkstrand (Roslovic - Carlsson) · Bjorkstrand (Laine) · TF : Atkinson - Laine - Roslovic | 8-7-5    | 21  | Korpisalo      | Nationwide Arena         | [ fdm 20 ] |
| 21 | 25 février | Blackhawks | Columbus  | 2-0      | | 8-8-5    | 21  | Korpisalo      | Nationwide Arena         | [ fdm 21 ] |
| 22 | 27 février | Predators  | Nashville | 1-2      | Atkinson (Jenner - Roslovic) | 8-9-5    | 21  | Korpisalo      | Bridgestone Arena        | [ fdm 22 ] |
| 23 | 28 février | Predators  | Nashville | 1-3      | Stenlund (Nash - Jones) | 8-10-5   | 21  | Korpisalo      | Bridgestone Arena        | [ fdm 23 ] |
| 24 | 2 mars     | Red wings  | Columbus  | 1-4      | Atkinson Nash (Bemstrom - Bjorkstrand) Roslovic (Werenski - Atkinson) Jenner (Werenski - Jones)                                                                      | 9-10-5   | 23  | Korpisalo      | Nationwide Arena         | [ fdm 24 ] |
| 25 | 4 mars     | Stars      | Dallas    | 2-3      | Jenner (Foligno - Savard) Bjorkstrand Robinson (Jenner - Carlsson)                                                                                                   | 10-10-5  | 25  | Korpisalo      | American Airlines Center | [ fdm 25 ] |
| 26 | 6 mars     | Stars      | Dallas    | 0-5      | | 10-11-5  | 25  | Korpisalo      | American Airlines Center | [ fdm 26 ] |
| 27 | 9 mars     | Panthers   | Columbus  | 4-2      | Del Zotto (Robinson - Texier) Bjorkstrand (Werenski) | 10-12-5  | 25  | Korpisalo      | Nationwide Arena         | [ fdm 27 ] |
| 28 | 11 mars    | Panthers   | Columbus  | 5-4 (P)  | Bjorkstrand (Domi - Roslovic) Bjorkstrand (Nash - Laine) Laine (Werenski - Atkinson) Domi (Bjorkstrand)                                                              | 10-12-6  | 26  | Merzlikins     | Nationwide Arena         | [ fdm 28 ] |
| 29 | 13 mars    | Stars      | Columbus  | 3-4 (P)  | Domi (Roslovic - Bemstrom) Atkinson (Domi - Roslovic) Foligno (Werenski) Werenski (Bjorkstrand - Roslovic)                                                           | 11-12-6  | 28  | Merzlikins     | Nationwide Arena         | [ fdm 29 ] |
| 30 | 14 mars    | Stars      | Columbus  | 2-1 (TF) | Werenski (Jones - Roslovic) · TF : Atkinson - Laine - Domi | 11-12-7  | 29  | Korpisalo      | Nationwide Arena         | [ fdm 30 ] |
| 31 | 18 mars    | Hurricanes | Raleigh   | 3-2 (P)  | Jones (Bjorkstrand - Werenski) Stenlund (Domi - Bjorkstrand) Jones (Bjorkstrand)                                                                                     | 12-12-7  | 31  | Korpisalo      | PNC Arena                | [ fdm 31 ] |
| 32 | 20 mars    | Hurricanes | Raleigh   | 3-2 (TF) | Bjorkstrand (Stenlund) · Jones (Laine - Roslovic) · TF : Atkinson - Domi - Laine - Bjorkstrand                                                                       | 13-12-7  | 33  | Merzlikins     | PNC Arena                | [ fdm 32 ] |
| 33 | 22 mars    | Hurricanes | Columbus  | 3-0      | | 13-13-7  | 33  | Korpisalo      | Nationwide Arena         | [ fdm 33 ] |
| 34 | 25 mars    | Hurricanes | Columbus  | 4-3 (P)  | Werenski (Stenlund - Jones) Atkinson (Laine - Jones) Bjorkstrand (Atkinson - Jenner)                                                                                 | 13-13-8  | 34  | Korpisalo      | Nationwide Arena         | [ fdm 34 ] |
| 35 | 27 mars    | Red wings  | Détroit   | 1-3      | Foligno (Texier - Jenner) | 13-14-8  | 34  | Merzlikins     | Little Caesars Arena     | [ fdm 35 ] |
| 36 | 28 mars    | Red wings  | Détroit   | 1-4      | Roslovic (Bjorkstrand - Atkinson) | 13-15-8  | 34  | Merzlikins     | Little Caesars Arena     | [ fdm 36 ] |
| 37 | 30 mars    | Lightning  | Tampa     | 3-1      | Bjorkstrand (Werenski - Roslovic) Savard (Texier - Foligno) Atkinson (Foligno)                                                                                       | 14-15-8  | 36  | Merzlikins     | Amalie Arena             | [ fdm 37 ] |
| 38 | 1er avril  | Lightning  | Tampa     | 2-3      | Werenski (Robinson - Domi) Robinson (Domi - Werenski) | 14-16-8  | 36  | Merzlikins     | Amalie Arena             | [ fdm 38 ] |
| 39 | 3 avril    | Panthers   | Sunrise   | 2-5      | Bjorkstrand (Del Zotto - Texier) Werenski (Nash - Jones) | 14-17-8  | 36  | Merzlikins     | BB&T Center              | [ fdm 39 ] |
| 40 | 4 avril    | Panthers   | Sunrise   | 0-3      | | 14-18-8  | 36  | Korpisalo      | BB&T Center              | [ fdm 40 ] |
| 41 | 6 avril    | Lightning  | Columbus  | 2-4      | Dalpe (Domi - Jones) Roslovic (Atkinson) Domi (Werenski - Roslovic) Foligno (Texier)                                                                                 | 15-18-8  | 38  | Korpisalo      | Nationwide Arena         | [ fdm 41 ] |
| 42 | 8 avril    | Lightning  | Columbus  | 6-4      | Del Zotto (Roslovic - Merzlikins) Roslovic (Grigorenko - Atkinson) Werenski (Texier - Roslovic) Domi (Bjorkstrand - Kukan)                                           | 15-19-8  | 38  | Merzlikins     | Nationwide Arena         | [ fdm 42 ] |
| 43 | 10 avril   | Blackhawks | Columbus  | 4-3      | Del Zotto (Texier - Dalpe) Atkinson (Roslovic) Laine (Domi) | 15-20-8  | 38  | Merzlikins     | Nationwide Arena         | [ fdm 43 ] |
| 44 | 12 avril   | Blackhawks | Columbus  | 4-3 (P)  | Matteau (Jones - Sherwood) Laine (Domi - Gavrikov) Laine | 15-20-9  | 39  | Korpisalo      | Nationwide Arena         | [ fdm 44 ] |
| 45 | 15 avril   | Stars      | Dallas    | 1-4      | Roslovic (Del Zotto - Grigorenko) | 15-21-9  | 39  | Merzlikins     | American Airlines Center | [ fdm 45 ] |
| 46 | 17 avril   | Stars      | Dallas    | 1-5      | Gavrikov (Bjorkstrand - Atkinson) | 15-22-9  | 39  | Korpisalo      | American Airlines Center | [ fdm 46 ] |
| 47 | 19 avril   | Panthers   | Sunrise   | 2-4      | Bjorkstrand (Atkinson - Jones) Dalpe (Robinson - Peeke) | 15-23-9  | 39  | Merzlikins     | BB&T Center              | [ fdm 47 ] |
| 48 | 20 avril   | Panthers   | Sunrise   | 1-5      | Roslovic (Atkinson - Bjorkstrand) | 15-24-9  | 39  | Korpisalo      | BB&T Center              | [ fdm 48 ] |
| 49 | 22 avril   | Lightning  | Tampa     | 1-3      | Jones (Bjorkstrand - Laine) | 15-25-9  | 39  | Merzlikins     | Amalie Arena             | [ fdm 49 ] |
| 50 | 25 avril   | Lightning  | Tampa     | 3-4 (P)  | Grigorenko (Gavrikov - Lehtonen) Robinson (Bjorkstrand - Domi) Robinson (Domi - Bjorkstrand)                                                                         | 15-25-10 | 40  | Merzlikins     | Amalie Arena             | [ fdm 50 ] |
| 51 | 27 avril   | Red wings  | Columbus  | 0-1 (TF) | TF : Laine - Atkinson | 16-25-10 | 42  | Merzlikins     | Nationwide Arena         | [ fdm 51 ] |
| 52 | 1er mai    | Hurricanes | Raleigh   | 1-2 (P)  | Domi (Bjorkstrand - Robinson) | 16-25-11 | 43  | Merzlikins     | PNC Arena                | [ fdm 52 ] |
| 53 | 3 mai      | Predators  | Columbus  | 4-3 (P)  | Bemstrom (Roslovic - Del Zotto) Bemstrom (Grigorenko - Del Zotto) Bemstrom (Jones - Roslovic)                                                                        | 16-25-12 | 44  | Merzlikins     | Nationwide Arena         | [ fdm 53 ] |
| 54 | 5 mai      | Predators  | Columbus  | 2-4      | Roslovic (Atkinson - Bjorkstrand) Bjorkstrand (Lehtonen - Gavrikov) Grigorenko (Gavrikov - Lehtonen) Bjorkstrand (Domi - Atkinson)                                   | 17-25-12 | 46  | Merzlikins     | Nationwide Arena         | [ fdm 54 ] |
| 55 | 7 mai      | Red wings  | Columbus  | 5-2 (P)  | Bayreuther (Foudy - Laine) Gerbe (Robinson - Gavrikov) | 17-26-12 | 46  | Kivlenieks     | Nationwide Arena         | [ fdm 55 ] |
| 56 | 8 mai      | Red wings  | Columbus  | 4-5      | Atkinson (Laine - Jones) Bjorkstrand (Robinson - Carlsson) Robinson (Gerbe) Roslovic (Jones - Laine) Domi (Bjorkstrand - Jones)                                      | 18-26-12 | 48  | Kivlenieks     | Nationwide Arena         | [ fdm 56 ] |

### Classement de l'équipe
L'équipe des Blue Jackets finit à la huitième et dernière place de la division Centrale Discover et ne se qualifient pour les Séries éliminatoires, les Hurricanes de la Caroline sont sacrés champions de la division. Au niveau de la Ligue nationale de hockey, cela les place à la vingt-huitième place, les premiers étant l'Avalanche du Colorado avec huitante-deux points.
| Clt   | Équipe                    | PJ | V  | D  | DP | BP  | BC  | Pts |
| ----- | ------------------------- | -- | -- | -- | -- | --- | --- | --- |
| +001, | Hurricanes de la Caroline | 56 | 36 | 12 | 8  | 179 | 136 | 80  |
| +002, | Panthers de la Floride    | 56 | 37 | 14 | 5  | 189 | 153 | 79  |
| +003, | Lightning de Tampa Bay    | 56 | 36 | 17 | 3  | 181 | 147 | 75  |
| +004, | Predators de Nashville    | 56 | 31 | 23 | 2  | 156 | 154 | 64  |
| +005, | Stars de Dallas           | 56 | 23 | 19 | 14 | 158 | 154 | 60  |
| +006, | Blackhawks de Chicago     | 56 | 24 | 25 | 7  | 161 | 186 | 55  |
| +007, | Red Wings de Détroit      | 56 | 19 | 27 | 10 | 127 | 171 | 48  |
| +008, | Blue Jackets de Columbus  | 56 | 18 | 26 | 12 | 137 | 187 | 48  |

- En gras : champion de la saison régulière
- En italique : qualifié pour les séries éliminatoires

Avec cent-trente-sept buts inscrits, les Blue Jackets possèdent la vingt-neuvième attaque de la ligue, les meilleures étant l'Avalanche du Colorado avec cent-nonante-sept buts et les moins performants étant les Ducks d'Anaheim avec cent-vingt-six buts. Au niveau défensif, les Blue Jackets accordent cent-huitante-sept buts, soit une vingt-cinquième place pour la ligue, les Golden Knights de Vegas est l'équipe qui a concédé le moins de buts (cent-vingt-quatre) alors qu'au contraire, les Flyers de Philadelphie en accordent deux-cent-un buts.

### Meneurs de la saison
Oliver Bjorkstrand est le joueur des Blue Jackets qui a inscrit le plus de buts (dix-huit), le classant à la 54e position au niveau de la ligue. Ce classement est remporté par Auston Matthews des Maple Leafs de Toronto avec quarante et une réalisations.
Le joueur comptabilisant le plus d'aides chez les Blue Jackets est Oliver Bjorkstrand avec vingt-six, ce qui le classe au 67e rang au niveau de la ligue. le meilleur étant Connor McDavid des Oilers d'Edmonton avec septante et une passes comptabilisées.
Oliver Bjorkstrand, obtenant un total de quarante-quatre points est le joueur des Blue Jackets le mieux placé au classement par point, terminant à la 52e place au niveau de la ligue. Connor McDavid en comptabilise cent-quatre pour remporter ce classement.
Au niveau des défenseurs, Seth Jones est le défenseur le plus prolifique de la saison avec un total de vingt-huit points, terminant à la 28e place au niveau de la ligue. Tyson Barrie des Oilers d'Edmonton est le défenseur comptabilisant le plus de points avec un total de quarante-huit.
Concernant les Gardien, Joonas Korpisalo accorde nonante-six buts en mille-sept-cent-quarante-huit minutes, pour un pourcentage d’arrêt de huitante-neuf, quatre et Elvis Merzlikins accorde soixante-neuf buts en mille-quatre-cent-nonante-sept minutes, pour un pourcentage d'arrêt de nonante et un, six. Jack Campbell est le gardien ayant accordé le moins de buts (quarante-trois) et Connor Hellebuyck le plus (cent-douze), Hellebuyck est également le gardien disputant le plus de minutes de jeu (deux-mille-six-cent-deux), Alexander Nedeljkovic est le gardien présentant le meilleur taux d’arrêts avec (nonante-trois, deux) et Carter Hart le pire (huitante-sept, sept.
À propos des recrues,Liam Foudy comptabilise quatre points, finissant à la 76e place au niveau de la ligue. Kirill Kaprizov du Wild du Minnesota est la recrue la plus prolifique avec un total de cinquante et un point.
Enfin, au niveau des pénalités, les Blue Jackets ont totalisé trois-cent-nonante et une minutes de pénalité dont septante-cinq minutes pour Max Domi, ils sont la ving-sixième équipe la plus pénalisée de la saison. Le joueur le plus pénalisé de la ligue est Tom Wilson des Capitals de Washington avec nonante-six minutes et l'équipe la plus pénalisée est le Lightning de Tampa Bay.